# Milan Vranka
Milan Vranka (* 7. dubna 1959 Trenčianske Teplice) je slovenský sportovní novinář, publicista a spisovatel, věnoval se převážně horolezectví (ač nehorolezec), ale také hokeji. Od roku 1982 pracoval v redakci denníku Šport, v devadesátých letech jako zástupce šéfredaktora.
V letech 1974–1978 absolvoval Gymnázium v Trenčíně, 1978–1982 žurnalistiku na Filozofické fakultě Univerzity Komenského v Bratislavě. Knižně se představil jako spoluautor ročenky Šport vo svete (1985) a Albumu slávnych športovcov (1990), poté napsal třicítku knih. Byl oceněn prémií slovenského Literárního fondu za rok 2011 za knihu Nezvestní z Everestu. Jeho kolegou byl např. Juraj Kardhordó, který zůstal na Manáslu (mezi jinými o něm psal v Pavoucích).

## Dílo
výběr
- STEJSKAL, Jarýk; VRANKA, Milan. Zabudni na Everest. 1. vyd. Bratislava: Šport, 1989. 208 s. ISBN 80-7096-033-7. (slovensky)
- VRANKA, Milan. Od Gašerbrumu po Everest. 1. vyd. [s.l.]: Vranka šport, 1996. 148 s. ISBN 80-967486-5-3. S. 150. (slovensky)
- VRANKA, Milan. Za výzvou velehor, Čeští horolezci na osmitisícovkách (původním názvem: Od Gašerbrumu po Everest). Překlad Marie Průšová. 1. vyd. Praha: Olympia, 1997. 183 s. ISBN 80-7033-466-5.
- VRANKA, Milan. Horolezectvo na prelome tisícročí : ročenky 1998–2002. 1. vyd. Bratislava: Šport, 2003. 96 s. ISBN 80-967672-2-4. (slovensky)
- Horolezectvo 96. [s.l.]: [s.n.], 2003.
- Horolezectvo 97. [s.l.]: [s.n.], 2003.
- VRANKA, Milan. Za výzvou velehor, Čeští horolezci na osmitisícovkách 1969-2004. 2. vyd. Praha: Metafora, 2004. 183 s. ISBN 80-86518-91-4.
- VRANKA, Milan. Slovenské himálajske dobrodružstvo. 1. vyd. Bratislava: Neinvestičný fond Kriváň, 2007. 176 s. ISBN 978-80-969774-1-3. (slovensky)
- VRANKA, Milan. Nezvestní z Everestu : príbeh štvorice slovenských horolezcov, ktorá zmizela na najvyššej hore světa. 1. vyd. Bratislava: Vranka Press, 2011. 160 s. ISBN 978-80-967672-3-6. (slovensky)
- Kronika športu 1993 - 1997. [s.l.]: [s.n.], 2011.
- VRANKA, Milan. Koniec Pavúkov v Tatrách. 1. vyd. Bratislava: Vranka Press, 2012. 160 s. ISBN 978-80-967672-4-3. (slovensky)
- VRANKA, Milan. Koniec Pavúkov v Tatrách. 2. vyd. Bratislava: Devínske Karpaty, 2015. 167 s. ISBN 9788097164522. S. 156. (slovensky)
- VRANKA, Milan. Poprava pod Nanga Parbatom. 1. vyd. Bratislava: Devínske Karpaty, 2015. 168 s. ISBN 978-80-971645-1-5. (slovensky)
- VRANKA, Milan. Ztraceni na Everestu : Příběh jednoho velkého zapomenutého prvenství (původním názvem: Nezvestní z Everestu). Překlad Katarína Kašpárková Koišová. 1. vyd. Brno: Jota, 2016. 176+24 s. ISBN 978-80-7462-975-4.
- VRANKA, Milan. Hory byly jejich osudem (původním názvem: Koniec Pavúkov v Tatrách). Překlad Gabriela Kostašová. 1. vyd. Brno: Jota, 2019. 248 s. ISBN 978-80-7565-327-7.
- Soči 2014. [s.l.]: [s.n.], 2016.
- Rio 2016. [s.l.]: [s.n.], 2016.